# L'importanza di chiamarsi Ernesto (film)
L'importanza di chiamarsi Ernesto (The Importance of Being Earnest) è un film del 1952 diretto da Anthony Asquith.
Il film segue fedelmente la commedia L'importanza di chiamarsi Ernesto (14 febbraio 1895) di Oscar Wilde anche se non è divisa in atti, ma in scene ambientate in luoghi differenti. Nel 2002, venne girata una nuova versione, L'importanza di chiamarsi Ernest, un film diretto da Oliver Parker e interpretato da Colin Firth, Rupert Everett e Judi Dench.

## Produzione
Prodotto dalla British Film-Makers in associazione con la Javelin Films, il film fu girato negli studi di Pinewood ad Iver Heath nel Buckinghamshire.

## Distribuzione
Il film nel Regno Unito venne distribuito dalla General Film Distributors (GFD), che lo fece uscire a Londra il 2 giugno 1952; in Italia venne presentato in agosto alla 13ª Mostra internazionale d'arte cinematografica di Venezia, distribuito dalla J. Arthur Rank Film Distributors, che lo portò nei cinema di tutta la penisola nel marzo 1953, in sostituzione del film Ho scelto l'amore di Mario Zampi, momentaneamente ritirato dalle sale dopo la scomparsa di Iosif Stalin; negli USA dall'Universal Pictures il 22 dicembre.
Dorothy Tutin fu candidata per il premio BAFTA come giovane promessa. Anthony Asquith fu candidato per il Leone d'oro alla Mostra di Venezia. Margaret Rutherford, che in questa versione interpreta Miss Prism, interpretò Lady Bracknell nella versione del 1946 della BBC.

## Curiosità
- Il regista Anthony Asquith era il figlio di Herbert Henry Asquith, il ministro che accusò Oscar Wilde dell'immoralità che lo portò in prigione.
- Il ruolo di Jack Worthing venne inizialmente proposto a John Gielgud, il quale rifiutò.
- È il primo film a colori di Anthony Asquith.